# Vaád Ferenc
Vaád Ferenc (Budapest, 1908. február 3. – Budapest, 1984. február 15.) magyar író, költő, újságíró, szerkesztő.

## Élete
A középiskola négy osztályát végezte el, majd autószerelőként kezdett dolgozni. Első versei 1938-ban jelentek meg a Magyar Hírlap hasábjain. A második világháború alatt a munkásírók csoportjának egyik vezetője volt. 1941-ben a Tollal és szerszámmal című antológiában huszonöt verse jelent meg. 1944 tavaszáig még hat antológiában publikált (Hét Hang, Mérleg, Március, Magatartás, Munkások, Mérték), versei jelentek meg a Déli Hírlapban is. 1945-től a Szabadság, Szabad Nép, a Világosság, majd az Esti Budapest újságírója lett. 1952 és 1955 között az Új Hang, majd 1955-től az Irodalmi Újság munkatársa, 1957 és 1959 között pedig a Kortárs olvasószerkesztője volt. 1960-tól 1969-es nyugdíjba vonulásáig a Népszava kulturális rovatának szerkesztőjeként dolgozott. 1984-ben hunyt el Budapesten.

## Munkássága
Bár harmincéves korától publikált, első és egyetlen önálló kötete csak 1974-ben jelent meg (Tiszta ég alatt). A kötet előszavát Benjámin László írta, Vaád 1945 előtti versei olvashatók benne. Művein érződik Ady Endre, Kosztolányi Dezső és József Attila hatása is. Eleinte fájdalmas hangvételű verseket írt, majd harcosabb, a munkásköltők programjához és célkitűzéseihez jobban illeszkedő hangot ütött meg (Gyárkémény és Mézpergetés ciklusok, 1939–1941). Ez a költészet idegen volt költői alkatától, mely érzékeny, békét és szépséget áhítozó, a bukolikus hangulatokat is kedvelő volt. Legismertebb versei: Tiszta ég alatt, Mézpergetés, Diószüret.

## Művei
- Faliújság (Nagy István elbeszéléséből színpadra írta, Budapest, 1946)
- Három mesejáték (Móra Ferenc elbeszéléséből színpadra írta, Budapest, 1946)
- Tiszta ég alatt (válogatott versek, Budapest, 1974)